# Joannes Jacobus van Deinse
Joannes Jacobus van Deinse (Middelburg, 10 augustus 1791 - Goes, 15 mei 1870) was een Zeeuws advocaat, politicus en rechter.
Van Deinse was de zoon van een predikant en studeerde rechten te Leiden onder Frans bewind. Hij trouwde met Gabriëlle Louise Valckenaer, en ze hadden drie kinderen.
Na zijn studie werd hij advocaat en later rechter te Goes. Van 1850 tot 1853 was hij lid van de Zeeuwse Provinciale Staten, en vervolgens was hij zes jaar lid van de Tweede Kamer. Hij richtte zich daar vooral op binnenlands bestuur.
In 1859 nam hij ontslag uit de Kamer toen hij werd benoemd tot president van de rechtbank.  